# ZA-P-2220
La ZA-P-2220 es una carretera española perteneciente a la Red de carreteras de la Diputación Provincial de Zamora que une las localidades de Carbellino y Salce.
Además da acceso a la localidad de Roelos de Sayago.

## Origen y Destino
La carretera  ZA-P-2220  tiene su origen en Carbellino en la intersección con las carreteras  ZA-320  y  SC-ZA-3 , y termina en el casco urbano de Salce, formando parte de la Red de Carreteras Provinciales de la Diputación de Zamora.